# Wereldbeker zwemmen 2012
De wereldbeker zwemmen 2012 was een serie van acht wedstrijden die gehouden werden in oktober en november 2012 in acht verschillende steden in Azië en Europa. Eindwinnaars waren de Australiër Kenneth To bij de mannen en de Hongaarse Katinka Hosszú bij de vrouwen.

## Kalender
| # | Data              | Locatie   | Resultaten |
| - | ----------------- | --------- | ---------- |
| 1 | 2 en 3 oktober    | Dubai     | [ 1 ]      |
| 2 | 6 en 7 oktober    | Doha      | [ 2 ]      |
| 3 | 13 en 14 oktober  | Stockholm | [ 3 ]      |
| 4 | 17 en 18 oktober  | Moskou    | [ 4 ]      |
| 5 | 20 en 21 oktober  | Berlijn   | [ 5 ]      |
| 6 | 2 en 3 november   | Peking    | [ 6 ]      |
| 7 | 6 en 7 november   | Tokio     | [ 7 ]      |
| 8 | 10 en 11 november | Singapore | [ 8 ]      |

## Klassementen

### Mannen
| Rang | Naam             | Land               | Punten (Bonuspunten) | Punten (Bonuspunten) | Punten (Bonuspunten) | Punten (Bonuspunten) | Punten (Bonuspunten) | Punten (Bonuspunten) | Punten (Bonuspunten) | Punten (Bonuspunten) | Totaal |
| Rang | Naam             | Land               | DUB                  | DOH                  | STO                  | MOS                  | BER                  | PEK                  | TOK                  | SIN                  | Totaal |
| ---- | ---------------- | ------------------ | -------------------- | -------------------- | -------------------- | -------------------- | -------------------- | -------------------- | -------------------- | -------------------- | ------ |
| 1    | Kenneth To       | Australië          | 25                   | 25                   | 20                   | 20                   | 20                   | 25                   | 10                   | 50                   | 195    |
| 2    | George Bovell    | Trinidad en Tobago | 13                   | 13                   | 25                   | 16                   | 25                   | 20                   | 13                   | 32                   | 157    |
| 3    | Stanislav Donets | Rusland            | 7                    | 3                    | 5                    | 25                   | 13                   | 13                   | 25                   | 40                   | 131    |
| 4    | Daiya Seto       | Japan              | 16                   | 20                   | 16                   | 13                   | 16                   |                      | 16                   |                      | 97     |
| 5    | Kazuya Kaneda    | Japan              |                      |                      | 10                   | 10                   |                      | 16                   | 20                   | 20                   | 76     |
| 6    | Robert Hurley    | Australië          | 1                    | 7                    | 7                    | 3                    |                      | 10                   | 3                    | 26                   | 57     |
| 7    | Chad le Clos     | Zuid-Afrika        | 20                   | 16                   |                      |                      |                      |                      |                      |                      | 36     |
| 8    | Darian Townsend  | Zuid-Afrika        | 1                    | 7                    | 7                    |                      |                      | 2                    | 7                    | 4                    | 28     |
| 9    | László Cseh      | Hongarije          |                      |                      | 13                   | 1                    | 5                    |                      |                      |                      | 19     |
| 10   | Matt Targett     | Australië          |                      |                      | 2                    | 5                    | 10                   |                      |                      |                      | 17     |

### Vrouwen
| Rang | Naam              | Land                | Punten (Bonuspunten) | Punten (Bonuspunten) | Punten (Bonuspunten) | Punten (Bonuspunten) | Punten (Bonuspunten) | Punten (Bonuspunten) | Punten (Bonuspunten) | Punten (Bonuspunten) | Totaal |
| Rang | Naam              | Land                | DUB                  | DOH                  | STO                  | MOS                  | BER                  | PEK                  | TOK                  | SIN                  | Totaal |
| ---- | ----------------- | ------------------- | -------------------- | -------------------- | -------------------- | -------------------- | -------------------- | -------------------- | -------------------- | -------------------- | ------ |
| 1    | Katinka Hosszú    | Hongarije           | 25                   | 20                   | 25                   | 25                   | 10                   | 16                   | 25                   | 40                   | 186    |
| 2    | Zsuzsanna Jakabos | Hongarije           | 3                    | 16                   | 13                   | 13                   | 5                    | 13                   | 16                   | 50                   | 129    |
| 3    | Britta Steffen    | Duitsland           | 10                   | 5                    | 20                   | 10                   |                      | 7                    | 13                   | 32                   | 97     |
| 4    | Sophie Allen      | Verenigd Koninkrijk |                      |                      | 10                   | 7                    | 20                   |                      | 20                   |                      | 57     |
| 5    | Daryna Zevina     | Oekraïne            | 20                   | 25                   |                      |                      |                      |                      |                      |                      | 45     |
| 6    | Therese Alshammar | Zweden              | 7                    | 13                   | 16                   |                      |                      |                      |                      |                      | 36     |
| 7    | Leah Smith        | Verenigde Staten    |                      |                      |                      | 20                   | 13                   |                      |                      |                      | 33     |
| 8    | Rachel Goh        | Australië           | 13                   |                      | 1                    |                      |                      | 3                    | 10                   | 6                    | 33     |
| 9    | Rebecca Mann      | Verenigde Staten    |                      |                      |                      | 16                   | 16                   |                      |                      |                      | 32     |
| 10   | Melissa Ingram    | Nieuw-Zeeland       | 16                   | 10                   | 2                    |                      |                      |                      |                      | 4                    | 32     |

## Dagzeges
- WR = Wereldrecord
- WC = Wereldbekerrecord

### Vrije slag

#### 50 meter
| Wedstrijd    | Mannen        | Mannen | Mannen | Vrouwen           | Vrouwen | Vrouwen |
| Wedstrijd    | Winnaar       | Land   | Tijd   | Winnaar           | Land    | Tijd    |
| ------------ | ------------- | ------ | ------ | ----------------- | ------- | ------- |
| #1:Dubai     | Anthony Ervin | USA    | 21,18  | Therese Alshammar | SWE     | 24,50   |
| #2:Doha      | Anthony Ervin | USA    | 21,02  | Therese Alshammar | SWE     | 24,44   |
| #3:Stockholm | George Bovell | TRI    | 20,82  | Britta Steffen    | GER     | 24,08   |
| #4:Moskou    | George Bovell | TRI    | 20,90  | Britta Steffen    | GER     | 24,20   |
| #5:Berlijn   | Anthony Ervin | USA    | 20,85  | Britta Steffen    | GER     | 24,16   |
| #6:Peking    | George Bovell | TRI    | 20,98  | Yin Fan           | CHN     | 24,47   |
| #7:Tokio     | George Bovell | TRI    | 20,94  | Britta Steffen    | GER     | 24,01   |
| #8:Singapore | Anthony Ervin | USA    | 20,99  | Britta Steffen    | GER     | 24,10   |

#### 100 meter
| Wedstrijd    | Mannen                       | Mannen | Mannen | Vrouwen        | Vrouwen | Vrouwen |
| Wedstrijd    | Winnaar                      | Land   | Tijd   | Winnaar        | Land    | Tijd    |
| ------------ | ---------------------------- | ------ | ------ | -------------- | ------- | ------- |
| #1:Dubai     | Kenneth To                   | AUS    | 46,89  | Britta Steffen | GER     | 53,39   |
| #2:Doha      | Tommaso D'Orsogna Kenneth To | AUS    | 47,10  | Britta Steffen | GER     | 53,40   |
| #3:Stockholm | Tommaso D'Orsogna            | AUS    | 47,05  | Britta Steffen | GER     | 52,46   |
| #4:Moskou    | Tommaso D'Orsogna            | AUS    | 47,11  | Britta Steffen | GER     | 52,92   |
| #5:Berlijn   | Anthony Ervin                | USA    | 46,71  | Britta Steffen | GER     | 52,88   |
| #6:Peking    | Tommaso D'Orsogna            | AUS    | 47,06  | Britta Steffen | GER     | 52,78   |
| #7:Tokio     | Anthony Ervin                | USA    | 47,09  | Britta Steffen | GER     | 52,42   |
| #8:Singapore | Tommaso D'Orsogna            | AUS    | 47,03  | Britta Steffen | GER     | 52,38   |

#### 200 meter
| Wedstrijd    | Mannen            | Mannen | Mannen  | Vrouwen        | Vrouwen | Vrouwen |
| Wedstrijd    | Winnaar           | Land   | Tijd    | Winnaar        | Land    | Tijd    |
| ------------ | ----------------- | ------ | ------- | -------------- | ------- | ------- |
| #1:Dubai     | Darian Townsend   | RSA    | 1.42,71 | Katinka Hosszú | HUN     | 1.55,97 |
| #2:Doha      | Tommaso D'Orsogna | AUS    | 1.43,84 | Katinka Hosszú | HUN     | 1.54,79 |
| #3:Stockholm | Darian Townsend   | RSA    | 1.43,45 | Katinka Hosszú | HUN     | 1.55,30 |
| #4:Moskou    | Darian Townsend   | RSA    | 1.44,26 | Katinka Hosszú | HUN     | 1.55,46 |
| #5:Berlijn   | Yannick Agnel     | FRA    | 1.42,10 | Camille Muffat | FRA     | 1.52,28 |
| #6:Peking    | Tommaso D'Orsogna | AUS    | 1.43,20 | Shao Yiwen     | CHN     | 1.55,13 |
| #7:Tokio     | Darian Townsend   | RSA    | 1.43,31 | Katinka Hosszú | HUN     | 1.54,94 |
| #8:Singapore | Cameron McEvoy    | AUS    | 1.43,40 | Katinka Hosszú | HUN     | 1.53,57 |

#### 400 meter
| Wedstrijd    | Mannen          | Mannen | Mannen  | Vrouwen          | Vrouwen | Vrouwen    |
| Wedstrijd    | Winnaar         | Land   | Tijd    | Winnaar          | Land    | Tijd       |
| ------------ | --------------- | ------ | ------- | ---------------- | ------- | ---------- |
| #1:Dubai     | Kosuke Hagino   | JPN    | 3.40,77 | Katinka Hosszú   | HUN     | 4.04,43    |
| #2:Doha      | Robert Hurley   | AUS    | 3.42,89 | Katinka Hosszú   | HUN     | 4.04,24    |
| #3:Stockholm | Robert Hurley   | AUS    | 3.43,75 | Katinka Hosszú   | HUN     | 4.03,83    |
| #4:Moskou    | Paul Biedermann | GER    | 3.44,00 | Jelena Sokolova  | RUS     | 4.04,83    |
| #5:Berlijn   | Paul Biedermann | GER    | 3.42,21 | Camille Muffat   | FRA     | 3.54,93 WC |
| #6:Peking    | Matthew Stanley | NZL    | 3.40,74 | Shao Yiwen       | CHN     | 4.00,56    |
| #7:Tokio     | Michael Klueh   | USA    | 3.40,23 | Melissa Ingram   | NZL     | 4.05,22    |
| #8:Singapore | Robert Hurley   | AUS    | 3.41,01 | Angie Bainbridge | AUS     | 4.04,01    |

#### 1500/800 meter
| Wedstrijd    | Mannen          | Mannen | Mannen   | Vrouwen        | Vrouwen | Vrouwen |
| Wedstrijd    | Winnaar         | Land   | Tijd     | Winnaar        | Land    | Tijd    |
| ------------ | --------------- | ------ | -------- | -------------- | ------- | ------- |
| #1:Dubai     | Gergő Kis       | HUN    | 15.00,65 | Katinka Hosszú | HUN     | 8.31,70 |
| #2:Doha      | Wang Kecheng    | CHN    | 14.43,83 | Katinka Hosszú | HUN     | 8.29,31 |
| #3:Stockholm | Lucas Kanieski  | BRA    | 14.46,68 | Katinka Hosszú | HUN     | 8.24,48 |
| #4:Moskou    | Daiya Seto      | JPN    | 15.03,02 | Leah Smith     | USA     | 8.19,24 |
| #5:Berlijn   | Dávid Verrasztó | HUN    | 14.51,29 | Rebecca Mann   | USA     | 8.16,58 |
| #6:Peking    | Michael Klueh   | USA    | 14.39,12 | Katinka Hosszú | HUN     | 8.21,49 |
| #7:Tokio     | Michael Klueh   | USA    | 14.38,64 | Katinka Hosszú | HUN     | 8.24,89 |
| #8:Singapore | Mack Horton     | AUS    | 14.54,25 | Katinka Hosszú | HUN     | 8.21,94 |

### Rugslag

#### 50 meter
| Wedstrijd    | Mannen           | Mannen | Mannen | Vrouwen      | Vrouwen | Vrouwen |
| Wedstrijd    | Winnaar          | Land   | Tijd   | Winnaar      | Land    | Tijd    |
| ------------ | ---------------- | ------ | ------ | ------------ | ------- | ------- |
| #1:Dubai     | Stanislav Donets | RUS    | 23,47  | Rachel Goh   | AUS     | 27,02   |
| #2:Doha      | Stanislav Donets | RUS    | 23,49  | Noriko Inada | JPN     | 27,29   |
| #3:Stockholm | Stanislav Donets | RUS    | 23,51  | Rachel Goh   | AUS     | 26,94   |
| #4:Moskou    | Stanislav Donets | RUS    | 23,31  | Rachel Goh   | AUS     | 26,87   |
| #5:Berlijn   | Stanislav Donets | RUS    | 23,16  | Rachel Goh   | AUS     | 26,80   |
| #6:Peking    | Stanislav Donets | RUS    | 23,14  | Rachel Goh   | AUS     | 26,66   |
| #7:Tokio     | Stanislav Donets | RUS    | 23,25  | Noriko Inada | JPN     | 26,99   |
| #8:Singapore | Stanislav Donets | RUS    | 23,22  | Rachel Goh   | AUS     | 27,06   |

#### 100 meter
| Wedstrijd    | Mannen           | Mannen | Mannen | Vrouwen       | Vrouwen | Vrouwen |
| Wedstrijd    | Winnaar          | Land   | Tijd   | Winnaar       | Land    | Tijd    |
| ------------ | ---------------- | ------ | ------ | ------------- | ------- | ------- |
| #1:Dubai     | Stanislav Donets | RUS    | 50,62  | Rachel Goh    | AUS     | 57,67   |
| #2:Doha      | Robert Hurley    | AUS    | 50,18  | Daryna Zevina | UKR     | 57,90   |
| #3:Stockholm | Robert Hurley    | AUS    | 50,38  | Rachel Goh    | AUS     | 57,52   |
| #4:Moskou    | Stanislav Donets | RUS    | 49,74  | Rachel Goh    | AUS     | 57,80   |
| #5:Berlijn   | Stanislav Donets | RUS    | 50,02  | Rachel Goh    | AUS     | 57,02   |
| #6:Peking    | Stanislav Donets | RUS    | 50,07  | Rachel Goh    | AUS     | 57,07   |
| #7:Tokio     | Stanislav Donets | RUS    | 49,49  | Grace Loh     | AUS     | 57,71   |
| #8:Singapore | Stanislav Donets | RUS    | 49,82  | Rachel Goh    | AUS     | 57,34   |

#### 200 meter
| Wedstrijd    | Mannen           | Mannen | Mannen  | Vrouwen        | Vrouwen | Vrouwen |
| Wedstrijd    | Winnaar          | Land   | Tijd    | Winnaar        | Land    | Tijd    |
| ------------ | ---------------- | ------ | ------- | -------------- | ------- | ------- |
| #1:Dubai     | Radosław Kawęcki | POL    | 1.51,03 | Daryna Zevina  | UKR     | 2.05,01 |
| #2:Doha      | Radosław Kawęcki | POL    | 1.50,89 | Daryna Zevina  | UKR     | 2.02,99 |
| #3:Stockholm | Yuki Shirai      | JPN    | 1.50,70 | Melissa Ingram | NZL     | 2.04,84 |
| #4:Moskou    | Yuki Shirai      | JPN    | 1.50,80 | Melissa Ingram | NZL     | 2.05,35 |
| #5:Berlijn   | Yuki Shirai      | JPN    | 1.49,94 | Melissa Ingram | NZL     | 2.04,28 |
| #6:Peking    | Yuki Shirai      | JPN    | 1.51,04 | Zhou Yanxin    | CHN     | 2.04,81 |
| #7:Tokio     | Yuki Shirai      | JPN    | 1.49,69 | Melissa Ingram | NZL     | 2.05,39 |
| #8:Singapore | Yuki Shirai      | JPN    | 1.50,70 | Melissa Ingram | NZL     | 2.04,93 |

### Schoolslag

#### 50 meter
| Wedstrijd    | Mannen                | Mannen | Mannen | Vrouwen          | Vrouwen | Vrouwen |
| Wedstrijd    | Winnaar               | Land   | Tijd   | Winnaar          | Land    | Tijd    |
| ------------ | --------------------- | ------ | ------ | ---------------- | ------- | ------- |
| #1:Dubai     | Cameron van der Burgh | RSA    | 26,64  | Jennie Johansson | SWE     | 30,62   |
| #2:Doha      | Cameron van der Burgh | RSA    | 25,95  | Jennie Johansson | SWE     | 30,69   |
| #3:Stockholm | Glenn Snyders         | NZL    | 26,61  | Rūta Meilutytė   | LTU     | 29,96   |
| #4:Moskou    | Fabio Scozzoli        | ITA    | 26,51  | Jessica Hardy    | USA     | 30,29   |
| #5:Berlijn   | Fabio Scozzoli        | ITA    | 26,31  | Jessica Hardy    | USA     | 30,13   |
| #6:Peking    | Glenn Snyders         | NZL    | 26,64  | Jennie Johansson | SWE     | 30,41   |
| #7:Tokio     | Christian Sprenger    | AUS    | 26,62  | Jessica Hardy    | USA     | 29,92   |
| #8:Singapore | Christian Sprenger    | AUS    | 26,69  | Jessica Hardy    | USA     | 29,96   |

#### 100 meter
| Wedstrijd    | Mannen                | Mannen | Mannen | Vrouwen          | Vrouwen | Vrouwen |
| Wedstrijd    | Winnaar               | Land   | Tijd   | Winnaar          | Land    | Tijd    |
| ------------ | --------------------- | ------ | ------ | ---------------- | ------- | ------- |
| #1:Dubai     | Cameron van der Burgh | RSA    | 58,33  | Jennie Johansson | SWE     | 1.06,27 |
| #2:Doha      | Cameron van der Burgh | RSA    | 57,22  | Jennie Johansson | SWE     | 1.06,11 |
| #3:Stockholm | Glenn Snyders         | NZL    | 57,87  | Rūta Meilutytė   | LTU     | 1.05,02 |
| #4:Moskou    | Fabio Scozzoli        | ITA    | 58,32  | Rie Kaneto       | JPN     | 1.06,18 |
| #5:Berlijn   | Fabio Scozzoli        | ITA    | 57,61  | Jessica Hardy    | USA     | 1.04,58 |
| #6:Peking    | Glenn Snyders         | NZL    | 57,96  | Sarah Katsoulis  | AUS     | 1.05,30 |
| #7:Tokio     | Glenn Snyders         | NZL    | 57,98  | Jessica Hardy    | USA     | 1.04,86 |
| #8:Singapore | Christian Sprenger    | AUS    | 57,46  | Jessica Hardy    | USA     | 1.05,58 |

#### 200 meter
| Wedstrijd    | Mannen            | Mannen | Mannen  | Vrouwen         | Vrouwen | Vrouwen |
| Wedstrijd    | Winnaar           | Land   | Tijd    | Winnaar         | Land    | Tijd    |
| ------------ | ----------------- | ------ | ------- | --------------- | ------- | ------- |
| #1:Dubai     | Marco Koch        | GER    | 2.05,26 | Fumiko Kawanabe | JPN     | 2.23,01 |
| #2:Doha      | Daiya Seto        | JPN    | 2.04,87 | Fumiko Kawanabe | JPN     | 2.22,59 |
| #3:Stockholm | Marco Koch        | GER    | 2.06,09 | Rie Kaneto      | JPN     | 2.21,09 |
| #4:Moskou    | Sean Mahoney      | USA    | 2.05,11 | Rie Kaneto      | JPN     | 2.20,08 |
| #5:Berlijn   | Sean Mahoney      | USA    | 2.04,55 | Rie Kaneto      | JPN     | 2.19,96 |
| #6:Peking    | Sean Mahoney      | USA    | 2.06,38 | Rie Kaneto      | JPN     | 2.19,33 |
| #7:Tokio     | Akihiro Yamaguchi | JPN    | 2.04,64 | Rie Kaneto      | JPN     | 2.18,38 |
| #8:Singapore | Sean Mahoney      | USA    | 2.06,17 | Rie Kaneto      | JPN     | 2.20,18 |

### Vlinderslag

#### 50 meter
| Wedstrijd    | Mannen          | Mannen | Mannen | Vrouwen               | Vrouwen | Vrouwen |
| Wedstrijd    | Winnaar         | Land   | Tijd   | Winnaar               | Land    | Tijd    |
| ------------ | --------------- | ------ | ------ | --------------------- | ------- | ------- |
| #1:Dubai     | Jason Dunford   | KEN    | 22,77  | Therese Alshammar     | SWE     | 25,56   |
| #2:Doha      | Roland Schoeman | RSA    | 22,34  | Therese Alshammar     | SWE     | 25,62   |
| #3:Stockholm | Matt Targett    | AUS    | 22,51  | Therese Alshammar     | SWE     | 25,64   |
| #4:Moskou    | Matt Targett    | AUS    | 22,56  | Inge Dekker           | NED     | 25,65   |
| #5:Berlijn   | Matt Targett    | AUS    | 22,30  | Ilaria Bianchi        | ITA     | 25,96   |
| #6:Peking    | Jason Dunford   | KEN    | 23,14  | Inge Dekker           | NED     | 25,64   |
| #7:Tokio     | Jason Dunford   | KEN    | 23,03  | Jeanette Ottesen Gray | DEN     | 25,48   |
| #8:Singapore | Zhang Qibin     | CHN    | 23,09  | Jeanette Ottesen Gray | DEN     | 25,42   |

#### 100 meter
| Wedstrijd    | Mannen              | Mannen | Mannen | Vrouwen               | Vrouwen | Vrouwen |
| Wedstrijd    | Winnaar             | Land   | Tijd   | Winnaar               | Land    | Tijd    |
| ------------ | ------------------- | ------ | ------ | --------------------- | ------- | ------- |
| #1:Dubai     | Chad le Clos        | RSA    | 49,82  | Therese Alshammar     | SWE     | 57,91   |
| #2:Doha      | Chad le Clos        | RSA    | 49,60  | Therese Alshammar     | SWE     | 57,22   |
| #3:Stockholm | Kenneth To          | AUS    | 50,19  | Therese Alshammar     | SWE     | 56,68   |
| #4:Moskou    | Jevgeni Korotysjkin | RUS    | 50,56  | Ilaria Bianchi        | ITA     | 57,18   |
| #5:Berlijn   | Thomas Shields      | USA    | 50,03  | Ilaria Bianchi        | ITA     | 56,86   |
| #6:Peking    | Kenneth To          | AUS    | 50,96  | Inge Dekker           | NED     | 57,62   |
| #7:Tokio     | Zhang Qibin         | CHN    | 50,53  | Inge Dekker           | NED     | 57,39   |
| #8:Singapore | Zhang Qibin         | CHN    | 50,58  | Jeanette Ottesen Gray | DEN     | 57,75   |

#### 200 meter
| Wedstrijd    | Mannen            | Mannen | Mannen  | Vrouwen           | Vrouwen | Vrouwen |
| Wedstrijd    | Winnaar           | Land   | Tijd    | Winnaar           | Land    | Tijd    |
| ------------ | ----------------- | ------ | ------- | ----------------- | ------- | ------- |
| #1:Dubai     | Chad le Clos      | RSA    | 1.51,61 | Katinka Hosszú    | HUN     | 2.10,43 |
| #2:Doha      | Daiya Seto        | JPN    | 1.51,30 | Katinka Hosszú    | HUN     | 2.09,31 |
| #3:Stockholm | Kazuya Kaneda     | JPN    | 1.51,95 | Zsuzsanna Jakabos | HUN     | 2.06,90 |
| #4:Moskou    | Kazuya Kaneda     | JPN    | 1.52,43 | Katinka Hosszú    | HUN     | 2.05,77 |
| #5:Berlijn   | Nikolaj Skvortsov | RUS    | 1.51,77 | Katinka Hosszú    | HUN     | 2.05,78 |
| #6:Peking    | Kazuya Kaneda     | JPN    | 1.51,22 | Katinka Hosszú    | HUN     | 2.06,02 |
| #7:Tokio     | Kazuya Kaneda     | JPN    | 1.51,08 | Katinka Hosszú    | HUN     | 2.05,90 |
| #8:Singapore | Kazuya Kaneda     | JPN    | 1.52,23 | Katinka Hosszú    | HUN     | 2.05,85 |

### Wisselslag

#### 100 meter
| Wedstrijd    | Mannen        | Mannen | Mannen | Vrouwen           | Vrouwen | Vrouwen |
| Wedstrijd    | Winnaar       | Land   | Tijd   | Winnaar           | Land    | Tijd    |
| ------------ | ------------- | ------ | ------ | ----------------- | ------- | ------- |
| #1:Dubai     | Kenneth To    | AUS    | 51,43  | Katinka Hosszú    | HUN     | 1.00,75 |
| #2:Doha      | Kenneth To    | AUS    | 51,58  | Katinka Hosszú    | HUN     | 59,74   |
| #3:Stockholm | George Bovell | TRI    | 51,56  | Katinka Hosszú    | HUN     | 59,71   |
| #4:Moskou    | Kenneth To    | AUS    | 51,66  | Katinka Hosszú    | HUN     | 59,69   |
| #5:Berlijn   | George Bovell | TRI    | 51,20  | Theresa Michalak  | GER     | 59,62   |
| #6:Peking    | Kenneth To    | AUS    | 51,58  | Katinka Hosszú    | HUN     | 59,90   |
| #7:Tokio     | George Bovell | TRI    | 51,80  | Sophie Allen      | GBR     | 59,50   |
| #8:Singapore | Kenneth To    | AUS    | 51,50  | Zsuzsanna Jakabos | HUN     | 59,73   |

#### 200 meter
| Wedstrijd    | Mannen          | Mannen | Mannen  | Vrouwen           | Vrouwen | Vrouwen |
| Wedstrijd    | Winnaar         | Land   | Tijd    | Winnaar           | Land    | Tijd    |
| ------------ | --------------- | ------ | ------- | ----------------- | ------- | ------- |
| #1:Dubai     | Darian Townsend | RSA    | 1.53,25 | Katinka Hosszú    | HUN     | 2.10,53 |
| #2:Doha      | Darian Townsend | RSA    | 1.53,75 | Katinka Hosszú    | HUN     | 2.09,86 |
| #3:Stockholm | Darian Townsend | RSA    | 1.53,66 | Katinka Hosszú    | HUN     | 2.08,13 |
| #4:Moskou    | Daiya Seto      | JPN    | 1.53,93 | Katinka Hosszú    | HUN     | 2.08,28 |
| #5:Berlijn   | Darian Townsend | RSA    | 1.53,44 | Sophie Allen      | GBR     | 2.07,52 |
| #6:Peking    | Darian Townsend | RSA    | 1.54,25 | Ye Shiwen         | CHN     | 2.06,10 |
| #7:Tokio     | Daiya Seto      | JPN    | 1.52,48 | Katinka Hosszú    | HUN     | 2.07,51 |
| #8:Singapore | Darian Townsend | RSA    | 1.54,16 | Zsuzsanna Jakabos | HUN     | 2.06,41 |

#### 400 meter
| Wedstrijd    | Mannen          | Mannen | Mannen     | Vrouwen        | Vrouwen | Vrouwen |
| Wedstrijd    | Winnaar         | Land   | Tijd       | Winnaar        | Land    | Tijd    |
| ------------ | --------------- | ------ | ---------- | -------------- | ------- | ------- |
| #1:Dubai     | Daiya Seto      | JPN    | 4.02,64    | Katinka Hosszú | HUN     | 4.31,34 |
| #2:Doha      | Daiya Seto      | JPN    | 4.02,51    | Katinka Hosszú | HUN     | 4.30,03 |
| #3:Stockholm | Daiya Seto      | JPN    | 4.00,85    | Katinka Hosszú | HUN     | 4.28,01 |
| #4:Moskou    | Daiya Seto      | JPN    | 4.01,30    | Katinka Hosszú | HUN     | 4.30,14 |
| #5:Berlijn   | Daiya Seto      | JPN    | 4.00,12 WC | Katinka Hosszú | HUN     | 4.28,88 |
| #6:Peking    | Yang Zhixian    | CHN    | 4.05,62    | Ye Shiwen      | CHN     | 4.26,93 |
| #7:Tokio     | Daiya Seto      | JPN    | 4.00,02 WC | Katinka Hosszú | HUN     | 4.28,14 |
| #8:Singapore | Darian Townsend | RSA    | 4.09,24    | Katinka Hosszú | HUN     | 4.27,96 |